# Pailloles
Pailloles – miejscowość i gmina we Francji, w regionie Nowa Akwitania, w departamencie Lot i Garonna.
Według danych na rok 1990 gminę zamieszkiwało 260 osób, a gęstość zaludnienia wynosiła 28 osób/km² (wśród 2290 gmin Akwitanii Pailloles plasuje się na 919. miejscu pod względem liczby ludności, natomiast pod względem powierzchni na miejscu 1113).